# St. Leger-les-Domart Communal Cemetery
St. Leger-les-Domart Communal Cemetery is een begraafplaats gelegen in de Franse plaats Saint-Léger-lès-Domart (Somme). De militaire graven worden onderhouden door de Commonwealth War Graves Commission.
De begraafplaats telt 1 geïdentificeerd Gemenebest graf uit de Eerste Wereldoorlog.